# Vesikko
Vesikko est un sous-marin conventionnel de classe Vesikko qui a été lancé le 10 mai 1933 au chantier naval Crichton-Vulcan à Turku. Jusqu'en 1936, le nom du bateau n'était que son numéro de construction CV 707. La société néerlandaise NV Ingenieurskantoor voor Scheepsbouw (en) avait commandé le navire à Crichton-Vulcan en octobre 1930 comme prototype de sous-marin commercial. L'État finlandais l'a acheté en 1936, et il a été nommé Vesikko.
Il se trouve maintenant exposé au Musée de Suomenlinna 

## Historique

### Une partie du développement de la flotte sous-marine allemande
Dans les années 1930, l'Allemagne n'était pas autorisée à avoir des sous-marins en raison du Traité de Versailles, ils ont donc dû, comme pour d'autres armes, être développés à l'étranger. La société écran allemande  NV Ingenieurskantoor voor Scheepsbouw(IvS), avait été créée pour construire la flotte sous-marine. Contrairement aux autres sous-marins de la marine finlandaise, Vesikko ne faisait pas partie des plans finlandais, mais faisait partie du programme secret de reconstruction navale allemande. À cet effet, deux modèles de test ont été construits, le E1 en Espagne et le CV-707 en Finlande. Ce dernier a ensuite été sélectionné comme premier type de navire pour la nouvelle flotte. La construction des deux navires a été financée par la Reichsmarine et il a été décidé que le sous-marin ne serait vendu qu’aux États membres de la Société des Nations et ayant droit à cette arme. L'État finlandais a obtenu le droit de préemption pour le bateau.

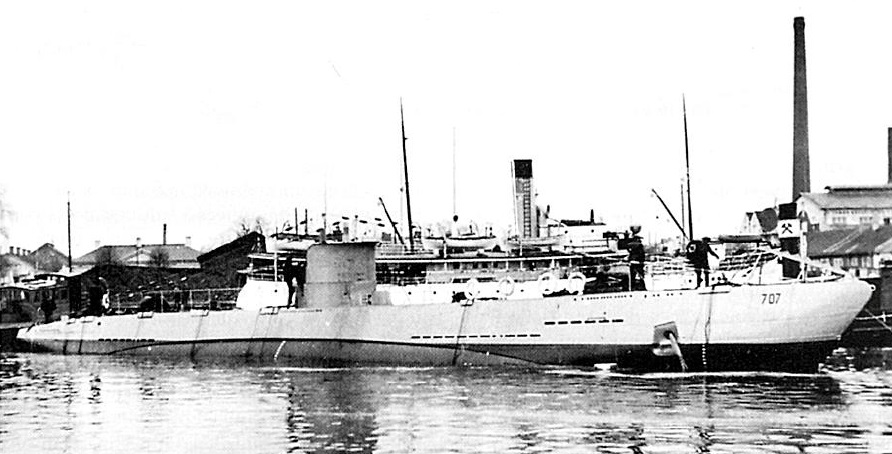
CV-707 au Critchton-Vulcan en 1933

La construction du CV-707 a commencé en 1931 à Turku au chantier naval Crichton-Vulcan, où des bateaux de classe Vetehis ont également été construits. Techniquement, le bateau est devenu le plus avancé de son temps : sa profondeur sous-marine était deux fois celle des sous-marins allemands précédents, et sa coque pouvait être construite sans rivetage par soudage électrique, ce qui augmentait la résistance à la pression, réduisait les fuites et accélérait la construction. Les Allemands ont testé Vesikko dans l'archipel de Turku pendant les saisons de navigation en 1933 et 1934.
Vesikko est un prototype de sous-marin allemand Unterseeboot type II . Les Allemands ont construit six sous-marins de classe (U-1 à U-6) au chantier naval Deutsche Werke AG à Kiel, et un total de 44 bateaux de classe IIB, IIC et IID plus longs.
-

### L'acquisition de la marine finlandaise
L'accord entre le ministère finlandais de la Défense et Crichton-Vulcan prévoyait une option d'achat de bateau jusqu'en 1937, et le Gouvernement de la Finlande a repris l'utilisation du navire à l'automne 1934. Lorsque le Parlement a approuvé l'acquisition, le navire a rejoint la flotte finlandaise en 1936 sous le nom de Vesikko. Pendant la Guerre d'hiver, Vesikko a patrouillé dans le golfe de Finlande en décembre 1939 .

### Action en temps de guerre

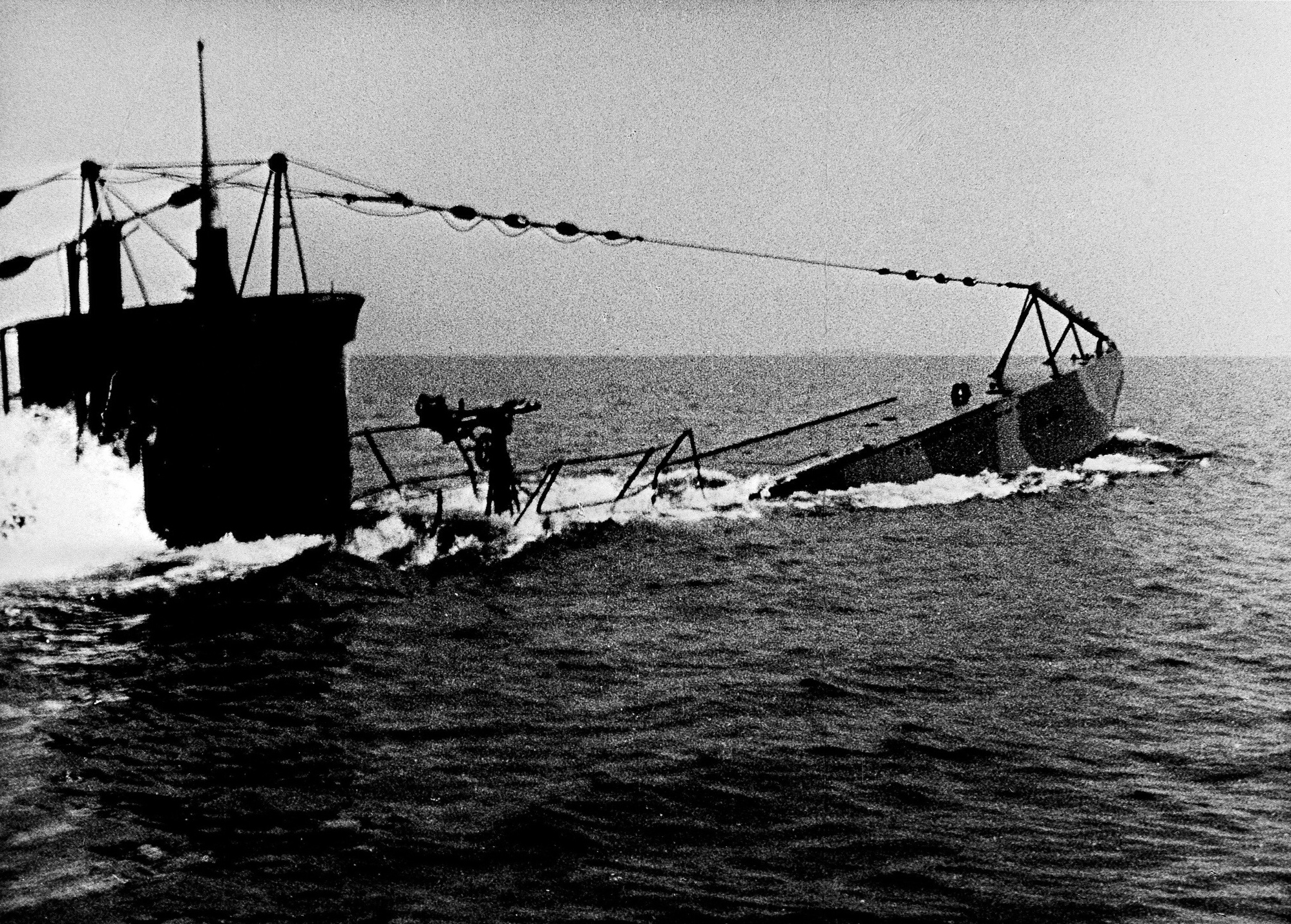
Vesikko remontant à la surface en août 1941

Dans le cadre de la mobilisation générale d'octobre 1939, Vesikko, Vesihiisi et Saukko furent affectés à des tâches de surveillance dans l'ouest du golfe de Finlande. Après le déclenchement de la guerre d'hiver, Vesikko a d' abord patrouillé devant Hanko. Le 18 décembre, il reçut l'ordre de se déplacer vers la baie de Vyborg à Koivisto, où une bataille se déroulait entre la forteresse de Saarenpää et deux cuirassés soviétiques. Cependant, au moment où Vesikko est arrivé dans la baie de Vyborg le soir suivant, la bataille était déjà terminée. De fortes gelées ont entravé les opérations sous-marines et Vesikko est retourné au chantier naval d'Helsinki le 22 décembre, où sa participation à la guerre d'hiver a pris fin.

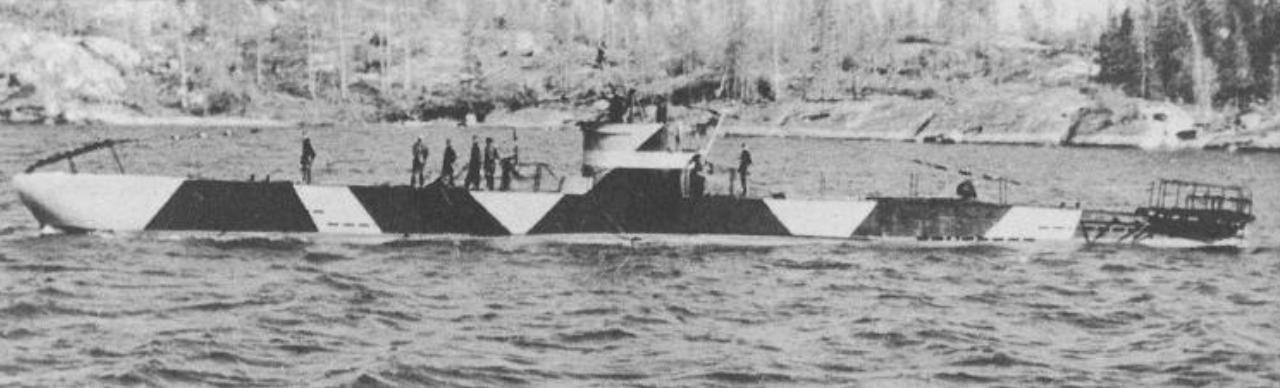
Vesikko en tenue de camouflage

En juin 1941, les sous-marins reprirent du matériel de combat et se déplacèrent vers des stations de secours dans le golfe de Finlande, Loviisa a été désigné comme zone de support du sous-marin. Après le déclenchement de la Guerre de continuation le 25 juin, tous les bateaux ont été affectés à des missions de patrouille dans l'est du golfe de Finlande . Trois patrouilleurs soviétiques ont été lancés sur Vesikko  et ont essayé de le détruire avec des charges de profondeur, mais il est revenu indemne à sa base.
À la fin de 1941, Vesikko opéra à partir d'Helsinki et effectua trois voyages de patrouille vers la côte estonienne. Pendant la saison de navigation en 1942, le navire a effectué un service d'escorte dans la mer d'Åland et des recherches sous-marines au large d'Helsinki.
Début juin 1944, Vesikko protège les transports d'évacuation en Carélie. Après l'armistice entre la Finlande et l'Union soviétique, il reçut l'ordre le 19 septembre 1944 de retourner au port. En tant que navire de guerre naval, Vesikko a navigué pour la dernière fois en décembre 1944.

### Un accord de paix pour interdire l'utilisation comme musée
En janvier 1945, la Commission de contrôle alliée a ordonné aux sous-marins finlandais de désarmer. Le Traité de paix de Paris de 1947 a interdit aux forces de défense finlandaises de posséder des sous-marins. Les sous-marins Vetehinen, Vesihiisi, Iku-Turso et Saukko ont été vendus à la ferraille en Belgique en 1953. 

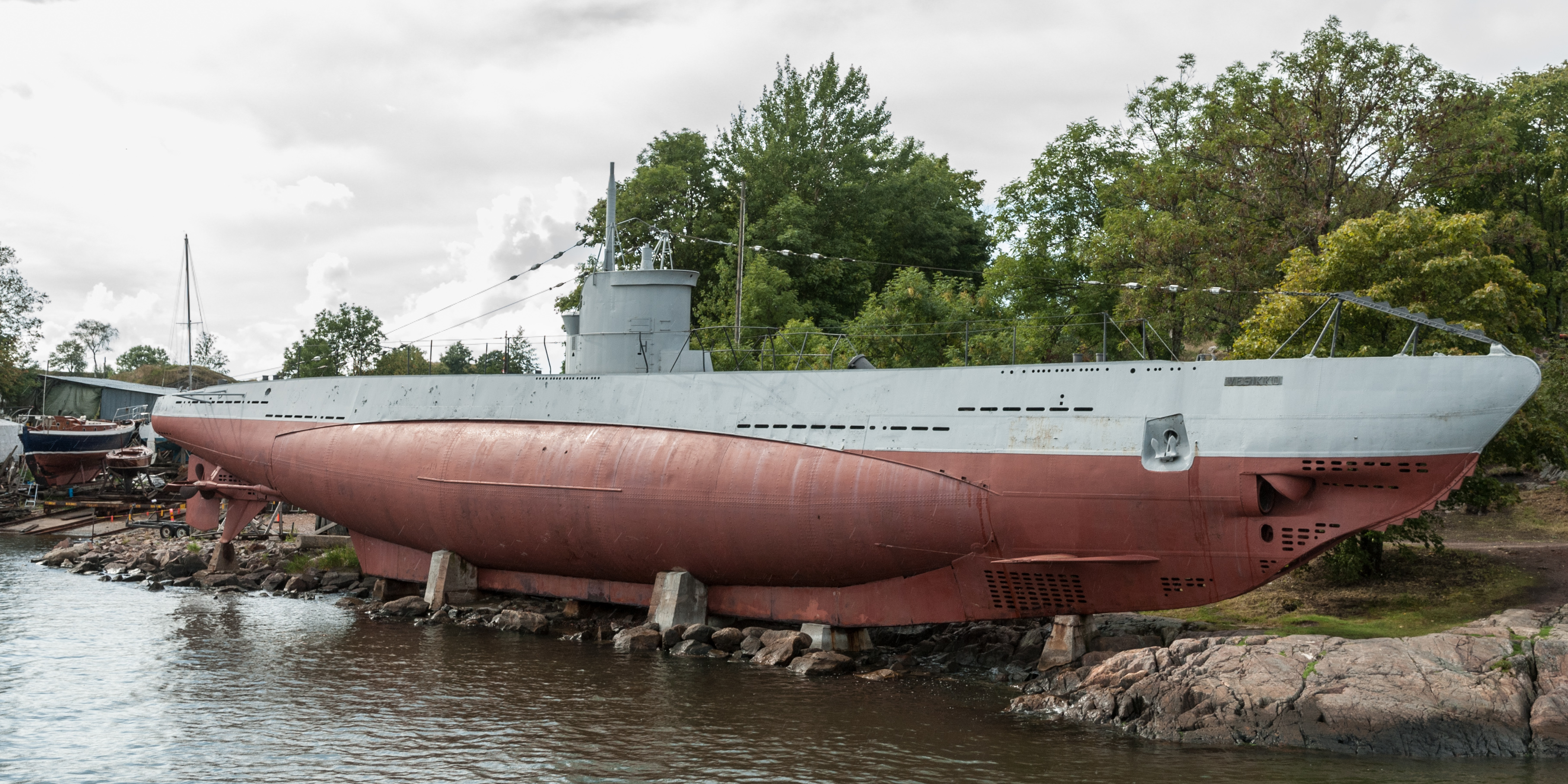
Vesikko en 2010 à Suomenlinna

Cependant, Vesikko a été sauvé parce que les forces de défense espéraient que les termes de l'accord de paix pourraient être assouplis à l'avenir et que Vesikko pourrait être utilisé comme bateau d'entraînement. Le bateau a été stocké au chantier naval de Valmet Oy à Katajanokka. En 1959, la Marine décida de vendre Vesikko parce que l'accord de paix n'avait pas été assoupli et parce que le chantier naval se plaignait que la préservation du sous-marin entravait ses constructions. Cependant, grâce à l'activité de l'Institut de recherche historique militaire de l'époque et d'anciens officiers  des sous-marins, la vente a été annulée et Vesikko a été remis au Musée de la guerre à Suomenlinna en 1963.

### Restauration
Le Musée de la guerre a déplacé Vesikko de Suomenlinna à Susisaari et l'a restauré à son aspect d'origine. Les travaux de restauration ont duré plus d’une décennie et ont été extrêmement laborieux, car une grande partie de la superstructure et de l’équipement intérieur avait été démontée et utilisée à d’autres fins après la guerre. De plus, le bateau avait été vandalisé au chantier naval de Valmet Oy. Cependant, avec des dons et du travail bénévole, la restauration a été achevée et le sous-marin a pu être ouvert en tant que navire musée à l'anniversaire de la marine finlandaise le 9 juillet 1973.

### Les travaux de rénovation
La rénovation a commencé à l'automne 2011 à son emplacement sur Susisaari. Il a été surélevé de 80 cm pour que l'eau ne puisse plus entrer en contact avec lui. La rénovation a été achevée dans son intégralité en 2013, lorsque l'exposition du 80e anniversaire de Vesikko a été inaugurée au Musée de Suomenlinna. Les surfaces du navire ont été colorées selon le schéma de peinture de 1943 ; les machines et le matériel électrique ont été partiellement renouvelés. La rénovation a coûté 400 000 euros, avec l'aide du Collège de la Défense nationale.

## Galerie

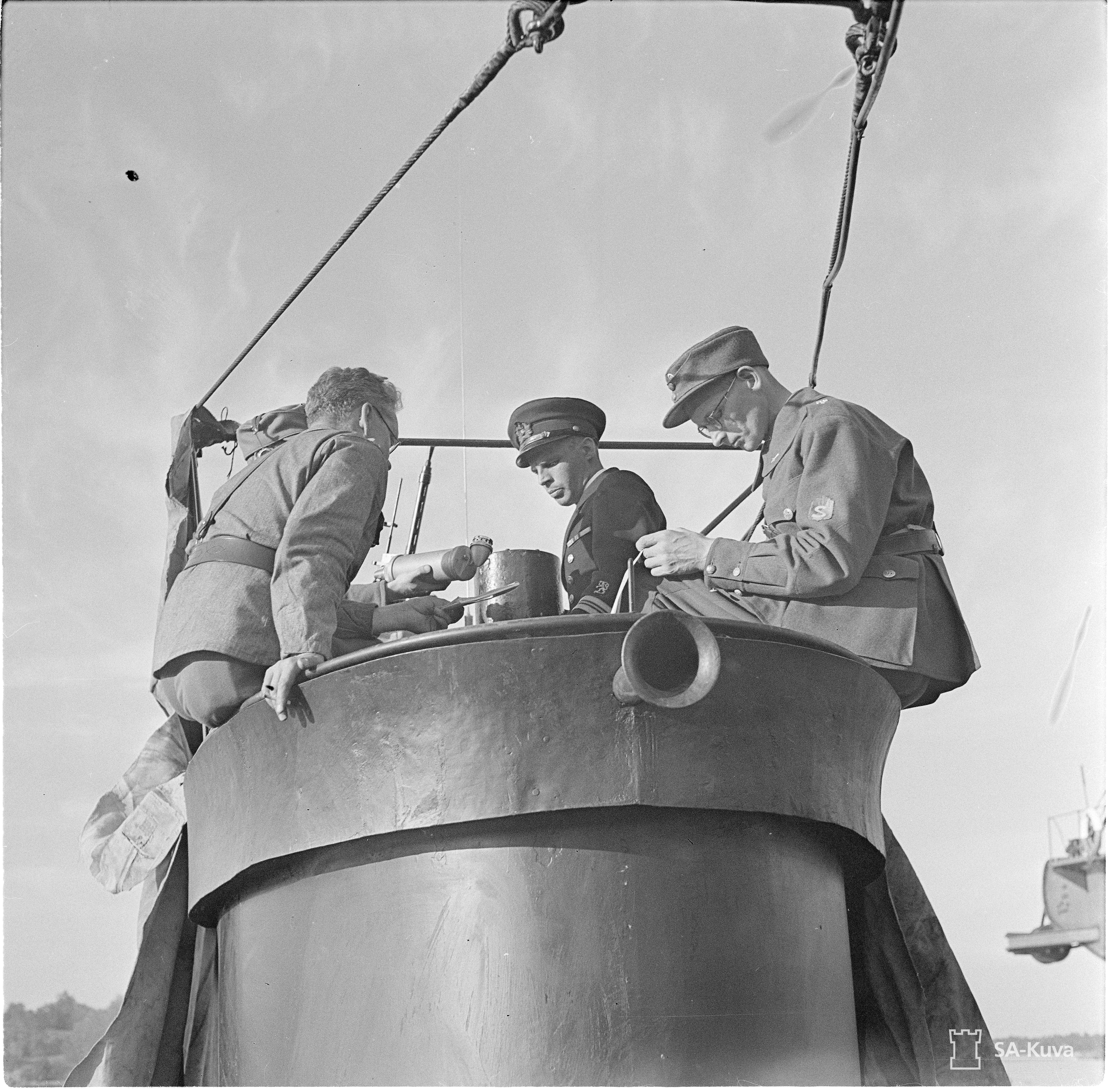
Le kiosque dans les années 1930
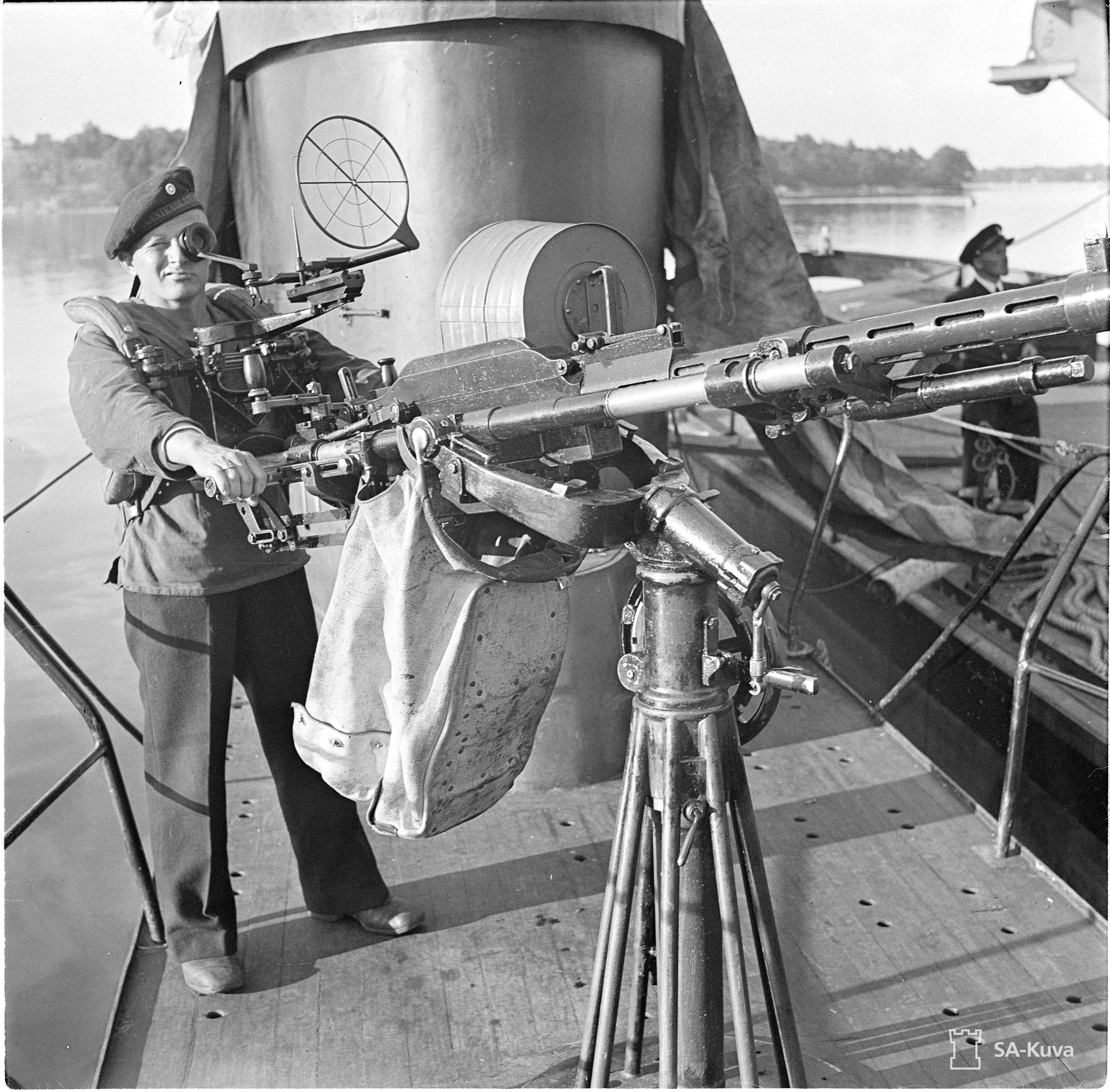
Canon de 20 mm (en 1941)
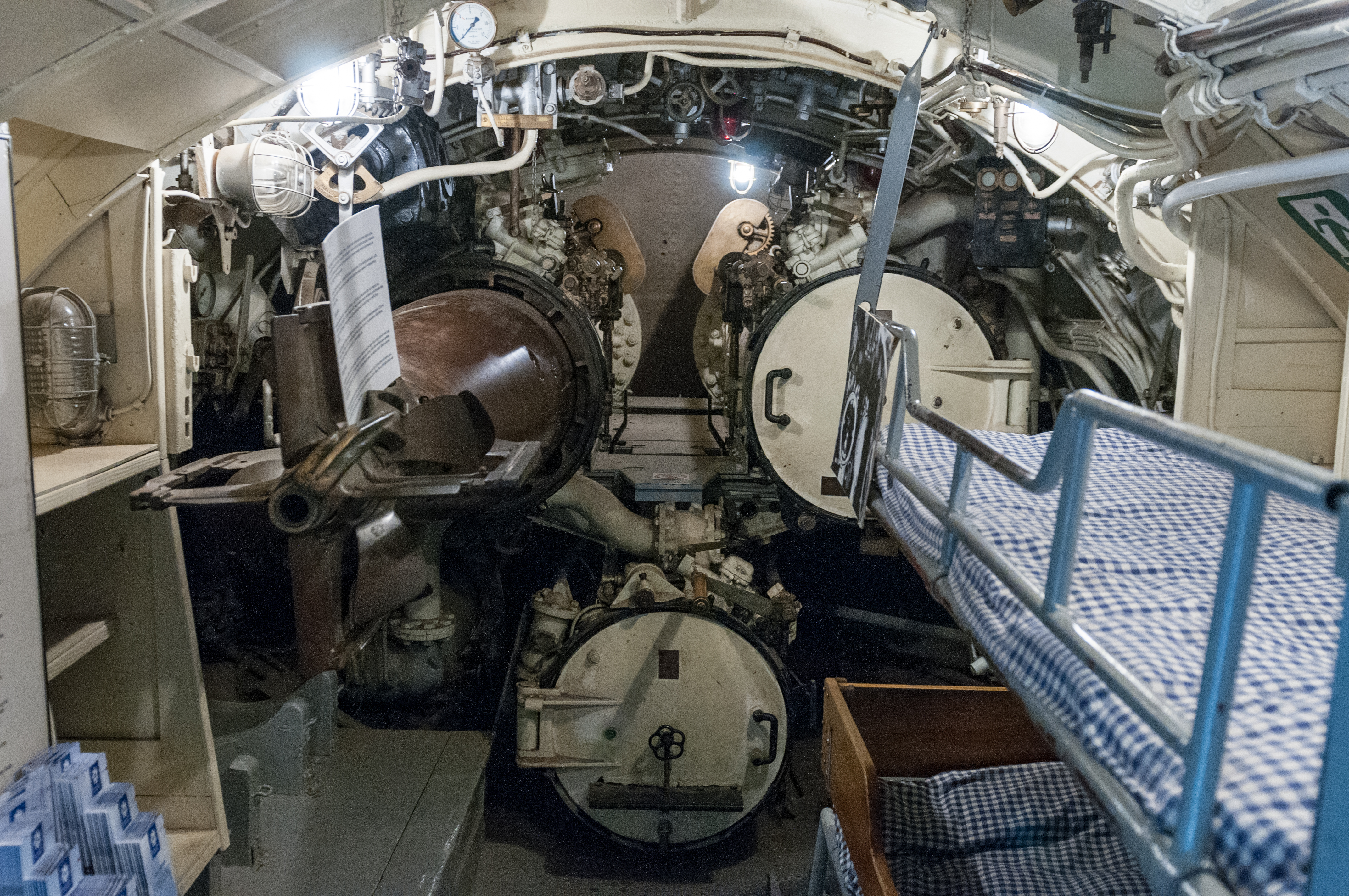
Tubes lance-torpilles
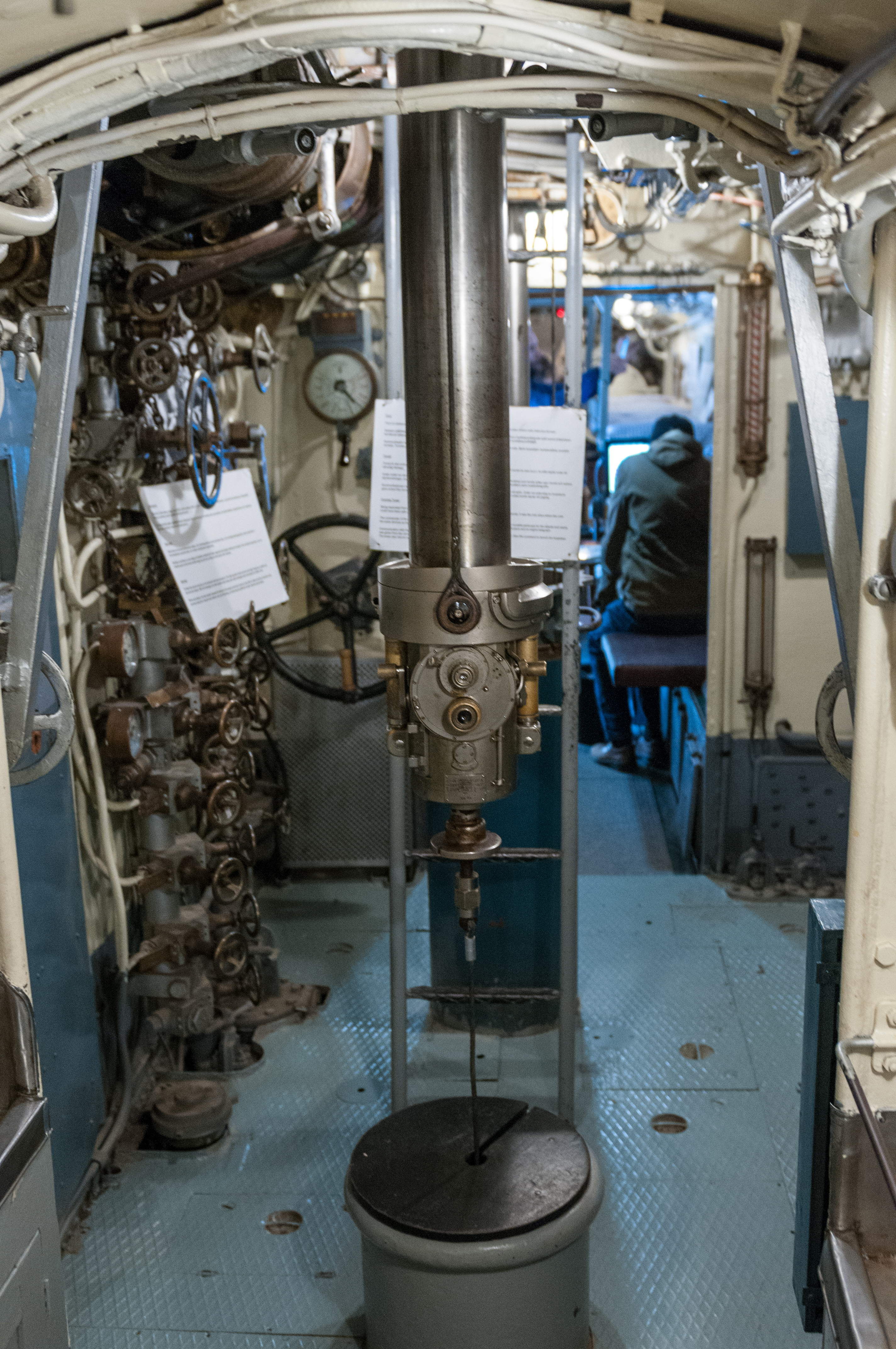
Périscope
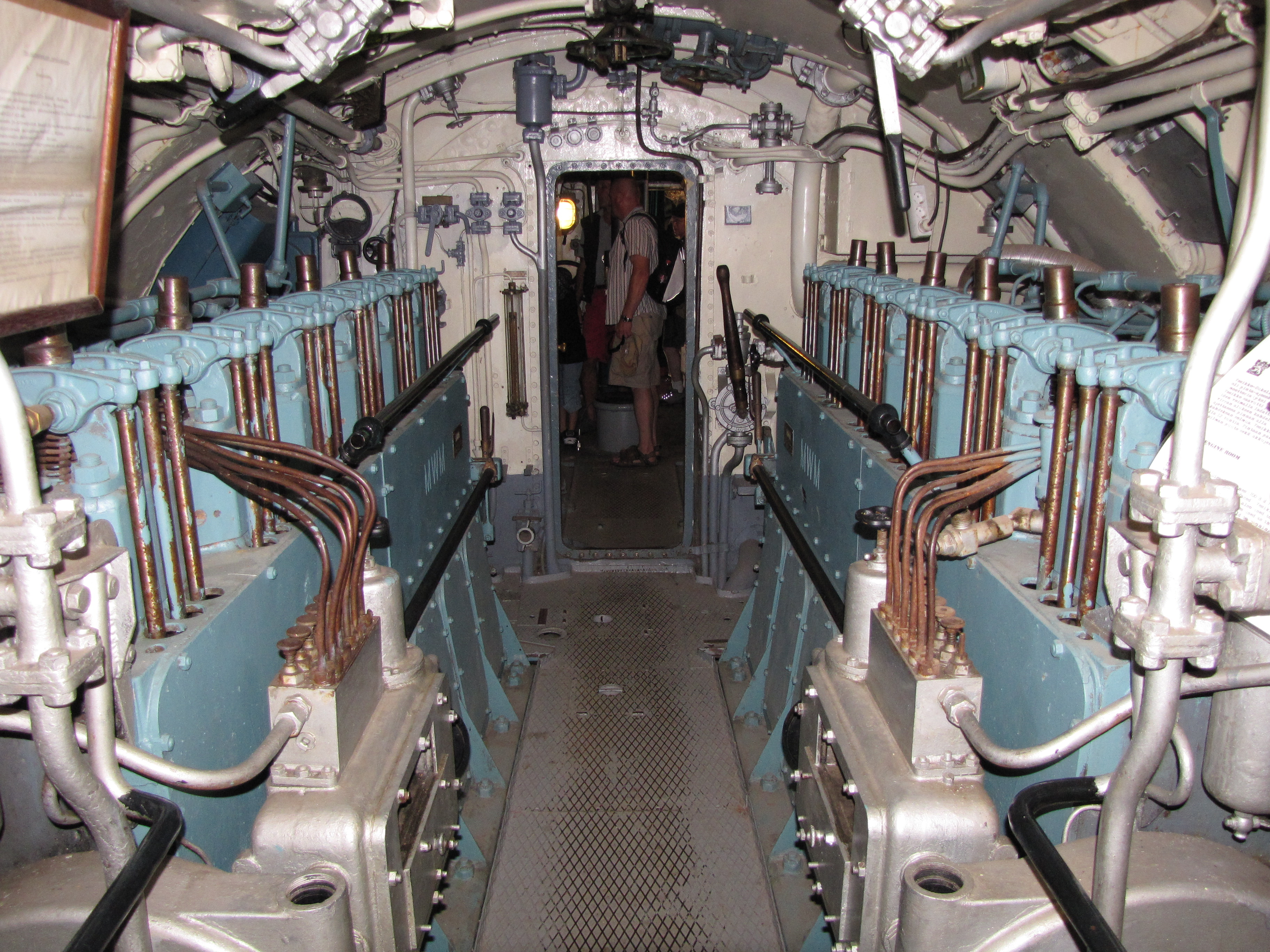
Salle des machines